# Уразаево (Караидельский район)
Уразаево (баш. Уразай) — деревня в Караидельском районе Республики Башкортостан Российской Федерации. Входит в состав Подлубовского сельсовета.

## География

### Географическое положение
Расстояние до:
- районного центра (Караидель): 67 км,
- центра сельсовета (Подлубово): 12 км,
- ближайшей ж/д станции (Щучье Озеро): 117 км.

## Население
| 2002 | 2009 | 2010 |
| ---- | ---- | ---- |
| 289  | ↘283 | ↘275 |

Национальный состав
Согласно переписи 2002 года, преобладающая национальность — марийцы (100%).